# Капнист, Василий Алексеевич
Граф (15.01.1876) Васи́лий Алексе́евич Капни́ст (2 [14] сентября 1838, Обуховка — 17 [30] мая 1910) — тайный советник (1893), гофмейстер (1896), лебединский уездный (1867—1888) и харьковский губернский (1888—1902) предводитель дворянства.

## Биография
Происходил из рода Капнистов
Родился в семье члена Союза Благоденствия Алексея Васильевича Капниста (1796—1867) и Ульяны Дмитриевны Белуха-Кохановской. В большой семье росли ещё трое сыновей (Дмитрий, Павел, Пётр) и две дочери (Александра и Мария).
В 1861 году окончил юридический факультет Московского университета и 8 марта поступил на службу; с 16 ноября 1861 года служил в Государственной канцелярии, в 1864 году был назначен в канцелярию полтавского губернатора.
С 1867 года неоднократно избирался предводителем дворянства Лебединского уезда Харьковской губернии, одновременно состоял председателем Лебединского уездного училищного совета (с 1866), почётным мировым судьёй по Лебединскому уезду (с 1867)
и председателем съезда мировых судей Лебединского мирового округа (1868—1879), почётным членом Лебединского уездного попечительства детских приютов. В 1888—1902 годах — харьковский губернский предводитель дворянства . Почётный гражданин города Лебедина.

 Граф Василий Алексеевич Капнист был кривошейка, вечно о чём то хлопотал, не брезгая и интригами, досаждал своему собеседнику, держа его за пуговицу и заставляя его дослушать длинную и всегда малопонятную речь. Графиня часто в слезах говорила мне: «Да отойдите от него, а то он у Вас постепенно все пуговицы оторвет».
С 30 августа 1880 года — действительный статский советник, с 1 января 1893 года — тайный советник.
На 1882 год графу Капнисту принадлежало 4787 десятин земли, в том числе имение Михайловка, где он собирал предметы искусства, в том числе картины, мебель и фарфор, которые после революции были национализированы и позднее отправлены в художественный музей города Лебедина.
В 1895 году граф Капнист заказал художнику В. Серову портреты своей жены и дочерей. Их знакомство, вероятно, произошло во время создания группового портрета семьи императора Александра ІІІ, который был заказан Василием Алексеевичем по желанию харьковского дворянства дабы «увековечить чудесное спасение императорской семьи» после крушения императорского поезда 17 октября 1888 года. С 1896 года — гофмейстер.
В 1898 году в Харькове дважды в типографии И. М. Варшавчика и типо-литографии Зильберберга была опубликована книга В. А. Капниста «Мнение Харьковского губернского предводителя дворянства графа В. А. Капниста по вопросам, предложенным высочайше учрежденным Совещанием по делам дворянского сословия».
В 1902 году граф Капнист назначен почётным опекуном Санкт-Петербургского присутствия опекунского совета Учреждений императрицы Марии.
Умер 17 (30) мая 1910 года. Был похоронен в селе Михайловка Лебединского уезда (ныне Лебединский район, Сумская область Украины).

## Семья

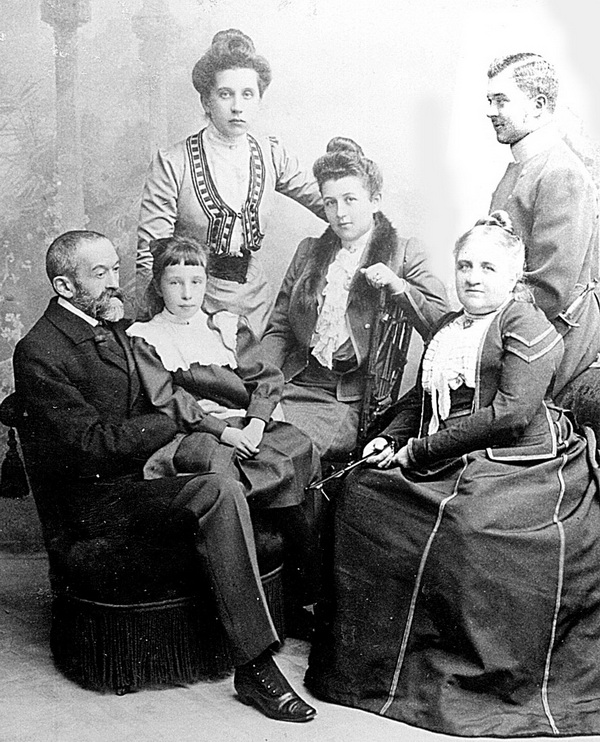
Василий Алексеевич Капнист с женой Варварой Васильевной, детьми: Елизаветой, Варварой, Алексеем и внучкой Варварой Владимировной Мусиной-Пушкиной

20 сентября 1867 года в Яготине Василий Алексеевич женился на княжне Варваре Васильевне Репниной (1841—1922), дочери коллежского асессора князя Василия Николаевича Репнина-Волконского (1806—1880) и фрейлины Елизаветы Петровны Балабиной, внучке князя Николая Григорьевича Репнина-Волконского. По воспоминаниям М. М. Осоргина: «Губернский предводитель дворянства, милейший, добрейший, но и оригинальнейший граф Василий Алексеевич Капнист был совершенно под башмаком своей жены „Вер-р-роники“ (так он её звал; урождённая она была княжна Репнина); последняя была очень властная, мелочная и крайне бестактная…»
Капнисты жили в собственном доме на Благовещенской, «где все было отделано со вкусом, но очень просто, кустарными произведениями, мало принимали.»
- Елизавета (1868—1944) — супруга графа Владимира Алексеевича Мусина-Пушкина (1868—1918);
- Варвара (1870—1960) — фрейлина, супруга графа Алексея Алексеевича Мусина-Пушкина;
- Алексей (1879—1958) — поручик лейб-гвардии Конного полка, был женат трижды: на Софии Петровне Карповой; позднее в эмиграции, на Надежде Александровне Игнатовой (в 1-м браке Хариной) (13.08.1881-27.01./9.02.1936), и третьим браком на Александре (Дине) Степановне Макаровой (29.06/12.07.1885 — 2.02. 1982), которая в первом браке была за Львом Викторовичем Голубевым (1876—1942), во втором — за Львом Васильевичем Нарышкиным (1875—1931). Своих детей Алексей Васильевич не имел, но по некоторым данным усыновил сына своей третьей супруги — Вадима Львовича Капниста-Голубева (1917—25.02.1981)[6].

## Награды
- орден Святого Станислава 2-й степени с императорской короной;
- орден Святого Владимира 3-й степени (1884)
- орден Святого Станислава 1-й степени (1887)
- орден Святой Анны 1-й степени (1890)
- орден Белого орла;
- Орден Святого Александра Невского (28.03.1904)
- орден Святого Владимира 2-й степени;

- серебряная медаль «В память царствования императора Александра III»;
- серебряная медаль «В память коронации Императора Николая II»